# Bürgernähe

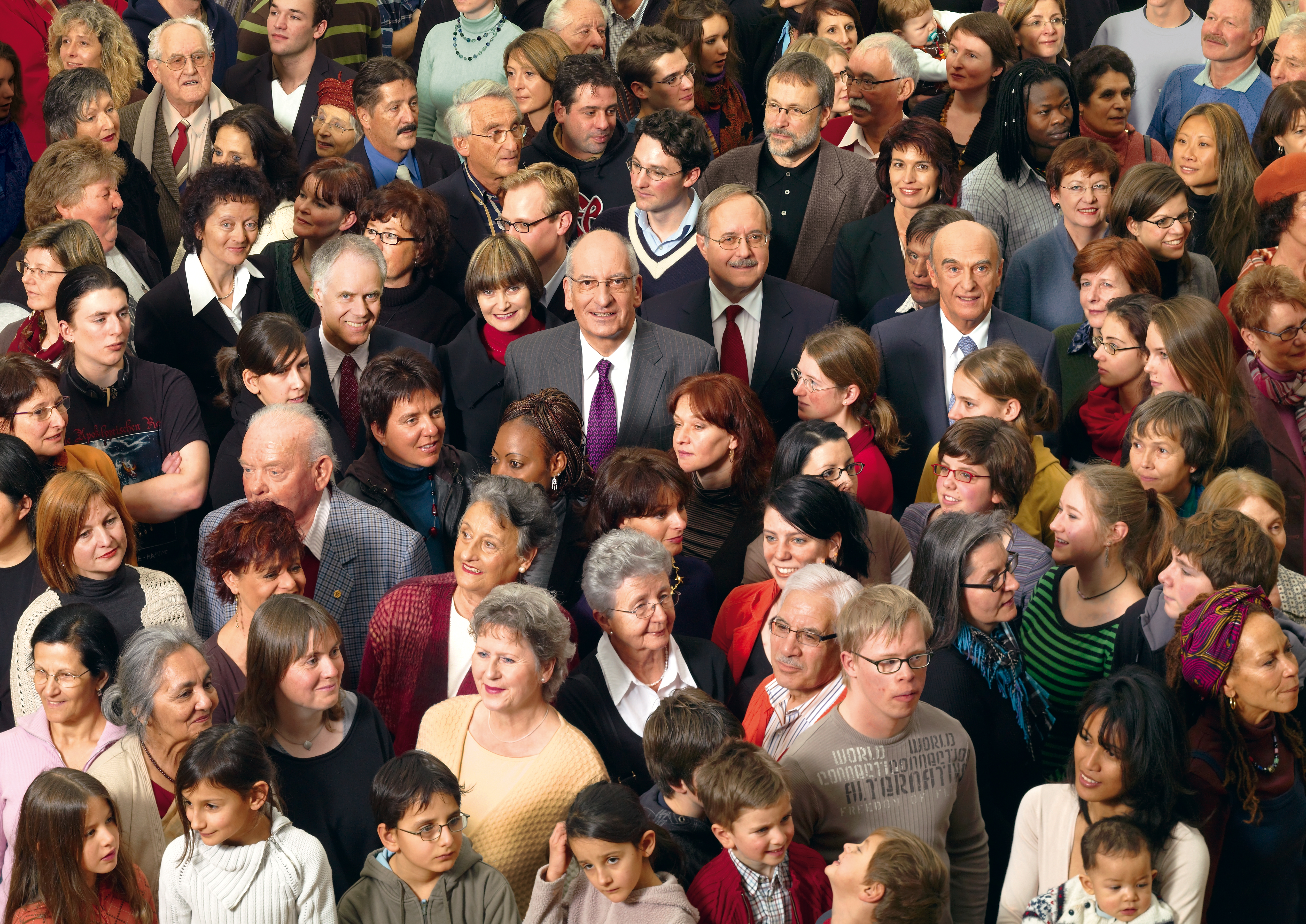
Offizielles Foto des Schweizer Bundesrats – der siebenköpfige Bundesrat mit Bundeskanzlerin inmitten von Bürgern (2008)

Als bürgernah wird eine Verwaltung bzw. eine Regierung bezeichnet, die sich an den Bedürfnissen und Problemen der Bürger orientiert und auf deren Interessen eingeht. Diese Ausrichtung kann sich auch auf politische Parteien, Initiativen oder Vereine beziehen. In den Organisationslehren für öffentliche Verwaltungen wie der Öffentlichen Reformverwaltung und dem Neuen Steuerungsmodell wird für den Begriff der „Bürgernähe“ auch „Kundenorientierung“ angewandt.
Nach Auffassung des Bundesverfassungsgerichts liegt stets ein Spannungsverhältnis zwischen Verwaltungseffizienz und Bürgernähe vor. In seinem Urteil wird Bürgernähe als verbindlicher Grundsatz beschrieben (vgl. Subsidiarität).

## Verständnis über Bürgernähe
Das Verständnis über Bürgernähe ist vielfältig. Im Zusammenhang mit Bürgernähe werden von Behörden im Regelfall „unbürokratische“ Vorgangsweisen erwartet wie einfache Erreichbarkeit, unverzügliche Entgegennahme von dringlichen Angelegenheiten und genaue Feststellung des Eingangstermins durch die Verwaltung. Bei einer Befragung, wie der Landtag Nordrhein-Westfalen politisch gestärkt werden könnte, wird mehr Bürgernähe durch Eingehen auf die Bürger und Stärkung des Einflusses der Bürger genannt. Anstelle einer genauen Begriffserläuterung wird Bürgernähe häufig durch ein Mehr in einem Teilbereich der Bürgerbelange beschrieben – etwa die Zusammenarbeit durch die Nutzung von elektronischen Medien, um damit die Bürgernähe und Serviceorientierung der Verwaltung zu stärken, oder es wird einfach nur wie im Vertrag von Lissabon die Absicht erklärt, so bürgernah wie möglich zu sein. Bei der Bürgernähe gibt es zwei Lager: Eines erklärt, es sei bürgernah; das andere fordert Bürgernähe.
Während der Deutsche Städtetag in der Bürgernähe verweilt, will Bundeskanzlerin Angela Merkel „Europa bürgerfreundlicher machen“.

## Schritte zur Entwicklung von Bürgernähe
Bisherige Bestrebungen gingen in Richtung Bürgerkommune, bei der die Verwaltung „näher“ am Bürger (dezentraler) aufgebaut bzw. zum Dienstleister umfunktioniert wird (Schlagwort „Der Bürger wird Kunde!“). Die Zielvorstellung ist eine möglichst breite partizipative Demokratie. Bis hin zu selbstverwalteten Bürgerkommissionen oder zur Bürgerbeteiligung am Gemeindehaushalt haben diesen Schritt aber erst wenige Städte getan, und es gibt Bedenken vor zu geringer Kontrolle der Bürgermeister.

### Einflussfaktoren

#### Größe der Gebietskörperschaft
Die politische Gemeinde als nächstgelegene Verwaltungseinheit wird von den Staatsbürgern am ehesten als bürgernah empfunden, weil eine lokale Gemeinde mit den Bedürfnissen und Wünschen ihrer Bewohner beziehungsweise Bürger am unmittelbarsten zu tun hat. Bürgerbefragungen zeigen dies u. a. hinsichtlich des Personals (Serviceorientierung, Hilfsbereitschaft, Kompetenz), der Öffnungszeiten oder der Informationspolitik.
Umgekehrt gilt eine Verwaltungseinheit tendenziell als umso „bürgerferner“, je größer sie an Einwohnern oder an Fläche ist. Besonders ausgeprägt ist dies in Diktaturen, wobei allerdings – wie auch in Demokratien – neben der Verwaltungsstruktur die Persönlichkeit des Regierungschefs bzw. der Leiter der Gebietskörperschaften und deren Beliebtheit eine Rolle spielt.

### Verwaltungs- und Gebietsreform
Die Ziele einer Verwaltungsreform (Umgestaltung der öffentlichen Verwaltung) hinsichtlich ihres Aufbaus und ihrer Abläufe sind neben der höheren Effizienz und Transparenz auch mehr Bürgernähe. Letztere wird von Strukturreformen wenig berührt, wohl aber von Funktionalreformen (etwa durch Verlagerung von Kompetenzen an die Kommunen) und von Gebietsreformen (weniger Landkreise bzw. Bezirke, Zusammenlegung von Gemeinden, Ortsstruktur). Die Zielvorstellung leistungsfähiger Gemeinden (mindestens 5000 Einwohner) lag 1968 in weiter Ferne, denn 80 % der 24.000 deutschen Gemeinden hatten unter 2000 Einwohner und hätten Dienstleistungen (z. B. Schulen, Bäder) aufgeben müssen.
Die seither erfolgte Gebietsreform (2013 hatte Deutschland 11.200 Gemeinden) brachte „Verlust an räumlicher Nähe“, dem gegengesteuert wurde durch Verwaltungsgemeinschaften, Zweistufigkeit (Gesamtgemeinde und Ortsvertretung) und Bündelung einfacher Leistungen vor Ort, während schwierigere in der Zentrale verblieben. Gegen weitere subsidiäre Reformen bei Sonderbehörden waren die Widerstände aber zu groß.

#### Anforderungsprofil für Bürgermeister
Die Möglichkeit einer Direktwahl der Bürgermeister wurde vor allem als Schritt zu mehr Bürgernähe eingeführt. Deren Auswirkungen an der „ersten Generation“ untersuchte 2003 eine vergleichende Analyse und Bürgerbefragung in je fünf Städten Nordrhein-Westfalens und Baden-Württembergs.
Alle Befragungen zeigten dieselben vier wichtigsten Eigenschaften, die ein Bürgermeister haben sollte:
- Glaubwürdigkeit
- Bürgernähe
- Führungsqualitäten
- Parteiunabhängigkeit (im Sinne von „Neutralität gegenüber allen Parteien und Gruppen“) sowie
- Konfliktbereitschaft (in Bezug auf die eigene Partei in wichtigen Fragen)
- gefolgt von Repräsentanz, Einsatz für Minderheiten, Verwaltungserfahrung, Gemeindeverbundenheit und eigene politische Konzeption.

Bürgernähe
Die Wege sind zwar verschieden, orientieren sich aber am Leitbild der Bürgerkommune, das sich 62 % der Bürgermeister in Baden-Württemberg und 52 % in Nordrhein-Westfalen zum Ziel gesetzt haben. Auch andere Daten der Befragung bestätigen diese Initiativen.
Parteiunabhängigkeit
Die angestrebte Bürgernähe konkurriert aber oft mit den Ansprüchen der eigenen Partei – in Nordrhein-Westfalen deutlich stärker als in Baden-Württemberg. Der Zeitaufwand für die Bürger und die eigene Fraktion ist im Durchschnitt 17,0 bzw. 4,5 Stunden in Nordrhein-Westfalen, aber 21,5 bzw. 2,1 Stunden in Baden-Württemberg.
Ähnliches zeigen zwei andere Parameter zur Parteifreiheit und zur Kandidatenaufstellung. Von den Gemeinden über 20.000 Einwohner sind in Baden-Württemberg 20 % der Bürgermeister parteilos, gegenüber nur 8,4 % in Nordrhein-Westfalen.
Hier kamen zuletzt 42 % der nordrhein-westfälischen Bürgermeister aus dem Bereich der Kommunalpolitik, während es in Baden-Württemberg 14 % waren.
Führungsqualitäten
Als überwiegend bestimmende Person sehen sich 48 % der Bürgermeister in Baden-Württemberg, in Nordrhein-Westfalen aber nur 27 %. Dies hängt mit unterschiedlichen Gemeindeordnungen zusammen. In Nordrhein-Westfalen hat der Gemeinderat wesentlich mehr Vetorechte.
Dies wirkt sich bei der Direktwahl besonders aus, wenn der Bürgermeister keine Mehrheit im Rat hat, was in Nordrhein-Westfalen häufiger ist. Bei solchen (französisch Cohabitation genannten) Konstellationen herrscht mehr Parteienwettbewerb, und 67 % der Bürgermeister-Kompetenzen werden von der Ratsmehrheit beschnitten. Bei klarer Mehrheit werden sie hingegen zu 70 % erweitert.
Die Studienautoren sehen hier Reformbedarf in der nordrhein-westfälischen Gemeindeordnung und in der Strukturierung der Kommunalpolitik in den Parteien, um die Erwartungen der Bürger besser erfüllen zu können.

#### Internet-Präsenz
Mit zunehmender Bedeutung des Internet für Verwaltungsabläufe wird die Bürgernähe einer Gebietskörperschaft auch anhand der Qualität und Verständlichkeit der Website beurteilt.
Hier ist neben ihrem Einfluss auf die Beziehung zwischen Bürgern und Verwaltung auch die Auswirkung auf bisherige Kommunikationskanäle (persönliches Gespräch, telefonischer oder schriftlicher Kontakt) zu beachten.
Die Webseite ist heute fester Bestandteil fast jeder Gemeinde (2010 in Österreich zu 93 %). Sie wird von Bürgern, Wirtschaft und Tourismus gleichermaßen erwartet und bedeutet vor allem viel Öffentlichkeitsarbeit. Das meist genutzte Online-Service ist der Veranstaltungskalender, gefolgt von lokalem Wetter, Stadtplan und Verwaltungsinfos. Auch wer lieber persönlich vorspricht, will sich vorher Überblick verschaffen. So wollen für Amtswege 80 % der Bürger vorab die Formulare und 75 % die zuständige Abteilung wissen. Angebote der Bürgerbeteiligung wie Diskussionsforen oder Wikis werden hingegen kaum angeboten.
Das Institut für Politikwissenschaft der Universität Duisburg untersuchte 2008 das E-government und die Internetauftritte von 60 verschieden großen Städten in Nordrhein-Westfalen.
Online verfügbar waren:
- Pressemitteilungen zu 70 %, Archiv 62 %
- Öffnungszeiten 99 %, Wegbeschreibung 47 %
- Katalog der Verwaltungs-Dienstleistungen 84 %
- Formulare online abrufbar 84 %, Anträge online möglich 28 %
- Bürgerservice 77 %, Beschwerdemöglichkeit 37 %
- Klick zum Bürgermeister 35 %, zum Bürgeramt 17 %
- Klick zum Beschwerdemanagement: 13 %
- Reaktion auf das Nutzer-Verhalten 33 %

Ein daraus abgeleiteter „Bürgernähe-Index“ der Webseiten ergab 15× sehr gut und gut, 15× über dem Durchschnitt, 14× Durchschnitt, 9× unterm Durchschnitt, 7× schlecht. Inhaltlich sind die großen Kommunen nur bei Pressearbeit und Online-Antragsbearbeitung besser als die kleineren.
In den Jahren danach haben kleine Gemeinden nachgezogen, wie aus verschiedenen Preisen hervorgeht, zum Beispiel der Stiftung Digitale Chancen. Internet-Experten erwarten deutliche Wirkungen auf Struktur und Ablauforganisation der Stadtverwaltungen – was diese aber nicht direkt bestätigen.
Teilweise problematisch sind personenbezogene Bearbeitungen wie Steuererklärungen oder Verträge, die eine Authentifizierung durch eine gut abgesicherte elektronische Signatur erfordern. Damit wäre sogar das viel diskutierte Projekt des E-Votings realisierbar. Erste Versuche gibt es schon seit 2004, aber auch unerwartete Probleme und Gegenmeinungen. Nach Claus Leggewie steht der Aufwand in keinem Verhältnis zum Effekt.

### Bürgerbefragung
Wieweit die von der Verwaltung angestrebte Bürgernähe tatsächlich empfunden wird, ist nur schwierig zu erheben. Eine der gründlichsten Untersuchungen wurde 2008 vom Institut für Politikwissenschaft der Universität Duisburg-Essen publiziert. Befragt wurden
- 160 Bedienstete der Stadtverwaltung in Duisburg und in Mülheim an der Ruhr zu den Verwaltungsreformen der letzten zehn Jahre und ihre Auswirkungen auf Arbeitsbedingungen und Kontakte zu den Bürgern
- 150 Bürger beider Städte zur Bürgernähe der Stadtverwaltung und den Erwartungen an deren Dienstleistungsqualität
- und die Internetauftritte von 60 Städten und Kreisen in NRW untersucht.[21]

Von den Bediensteten sehen 22 % das Ziel der „Dienstleistungs-Orientierung“ erreicht, für 40 % ist es erst ein „Sollmodell“, das aber 65 % für sehr wichtig halten. Für Karrierechancen und Personalbeurteilung spielt es hingegen noch kaum eine Rolle. Das neu eingeführte Beschwerdemanagement wird überwiegend positiv (58 %), zum Teil neutral (32 %) beurteilt. Budget- und Personalkürzungen sowie die Ausgliederung von Leistungen werden zu 67 % abgelehnt.
Die Bürgerbefragung zeigt eine mittlere Verteilung: 2 % „sehr zufrieden“, 32 % „zufrieden“, 40 % „teils/teils“, 17 % „eher unzufrieden“, 5 % „völlig unzufrieden“ sowie 9 % keine Antwort.
Beim letzten Amtskontakt sahen sich die Bürger zu 43 % in der Rolle als „Bürger“, zu 26 % als „Kunde“, zu 22 % als „Bittsteller“ und zu 6 % als „Verhandlungspartner“.
Zum Machtgefüge haben 69 % der Befragten das Gefühl, dass die öffentlich Bediensteten „am längeren Hebel sitzen“, 42 % meinen, sich nicht gegen ihre Entscheidungen wehren zu können. Dennoch geben 49 % an, mit den Verwaltungsleuten auf Augenhöhe reden zu können.
Mit der Leistungserbringung selbst sind 61 % der Befragten zufrieden. Wenn der Zeitraum angemessen erschien, waren 81 % der Personen zufrieden, im gegenteiligen Fall 53 % unzufrieden.

### Initiativen für mehr Bürgernähe
Schon seit längerem gibt es verschiedenste Modelle und Initiativen zu mehr Bürgernähe. Neben Verfahren zur Volksgesetzgebung (Volksabstimmungen, Petitionen und Volksbegehren) sind vor allem die Direktwahl von Abgeordneten oder Bürgermeistern zu erwähnen, die Möglichkeit von Vorzugsstimmen und auf kommunaler Ebene die Bürgerkommune (in Deutschland in einigen Städten) und der Bürgerhaushalt (erstmals in Brasilien 1989).
Der Politologe Karlheinz Niclauss empfiehlt zusätzlich mehr innerparteiliche Demokratie durch Abstimmungen zu Einzelfragen und Programmen sowie zur Nominierung von Kandidaten, was sich erst zögernd durchsetzt.
Darüber hinaus gibt es in ganz Europa Bürgerinitiativen, Wählergruppen und spezielle Organisationen, um von den Gemeinden bis zur Bundes- und Europapolitik größere Bürgernähe zu fördern. Beispielhaft seien genannt:
NGO „Mehr Demokratie!“
In Deutschland wurde 2003 die überparteiliche Initiative Mehr Demokratie! gegründet. Diese gemeinnützige NGO engagiert sich für direkte Demokratie, Bürgerbeteiligung und besseres Wahlrecht auf allen politischen Ebenen Deutschlands und der Europäischen Union.
Sie umfasst inzwischen 13 Landesverbände, hat etwa 40 Mitarbeiter und darüber hinaus ein beratendes Kuratorium mit 50 Mitgliedern aus Wissenschaft, Kultur und Politik. Ihr jährliches Budget beträgt etwa eine Million Euro und wird von Mitgliedern, Förderern und 3.600 Spendern gespeist.
Einer ihrer Proponenten war der frühere Bundesminister Heiner Geißler, der 2010 Mediator der Schlichtungsgespräche für Stuttgart 21 war. Im Lichte der Koalitionsverhandlungen 2013 forderte er mehr direkte Demokratie auf Bundesebene.
Zwar ist eine dreistufige Volksgesetzgebung in allen deutschen Bundesländern Verfassungsrecht, soll aber durch einen aktuellen (Stand 2014) Gesetzentwurf um fakultative Referenden ergänzt werden.
Wählergemeinschaft „Bürgernähe“ in Bielefeld
In der nordrhein-westfälischen Stadt Bielefeld existiert eine freie Wählergemeinschaft mit dem Namen „Bürgernähe, Wählergemeinschaft für Bielefeld“.

### Kommunale Wählergruppen
Seit etwa 2000 entstanden im deutschsprachigen Raum zahlreiche Wählerinitiativen, die auf Gemeindeebene mehr Bürgernähe anstreben und dieses Schlagwort auch im Namen führen. Einige besonders erfolgreiche mit Wähleranteil über 20 Prozent sind:
- in Attenkirchen (Oberbayern) die bürgernahe Gruppe mit 8 von 14 Sitzen
- in Au (Breisgau) die Wählergemeinschaft für Bürgernähe und Umweltschutz mit 32,9 %
- in Bermatingen (Hinterland Bodensee) die Liste für Bürgernähe und Umwelt mit 24,9 %
- die Freie Wählergemeinschaft Trier, die sich als bürgernah und parteiunabhängig definiert
- in Sassenburg die Aktion Bürgernähe Sassenburg (A.B.S.) oder
- in Wittnau (Breisgau) die Wittnauer Bürger für Dorferhaltung und Bürgernähe mit 25,7 %
- in Heiligenstadt (Oberfranken)

Auch einige Bürgerlisten haben diese Ausrichtung, etwa die Bürgerliste für Dortmund sowie in Österreich die Freie Bürgerliste (Burgenland) und die Bürgerliste Salzburg.
Eine große Zahl weiterer kommunaler Gruppen nennt sich „bürgernahe Liste“ oder „bürgernahe Gruppe“. Viele von ihnen erreichen zwischen 10 und 20 % der Stimmen, darunter in Deutschland Amstetten (Württemberg), Berg (Oberpfalz), Breitbrunn (Unterfranken), Danndorf, Ebelsbach, Engstingen, Ensdorf (Oberpfalz), Gries (Pfalz), Höxter, Kastl (Lauterachtal), Lingen (Ems), Lohra, Heiligenstadt (Oberfranken), Marienmünster, Parchim, Pettstadt, Pinneberg und Viersen sowie in Tirol Navis und Nesselwängle.